# Шахтёрский (Донской)
Шахтёрский — упразднённый рабочий посёлок в Тульской области, Россия. В 2005 году включен в состав города Донской.

## История
Посёлок городского типа Шахтёрский был образован в 1954 году при шахтах № 42, № 45 и № 46 Донского района Московской области, в 1957—1963 годах входил в Донской район Тульской области, с 1963 года находился в административном подчинении городу Донской. В 2005 году вошёл в черту города Донской.
В советское время в Шахтёрском имелась обувная фабрика. С 1960 года на территории микрорайона функционирует исправительная колония, ныне ФКУ "ИК № 5 УФСИН России.

## Население
| 1959 | 1970  | 1979  | 1989  | 2002  |
| ---- | ----- | ----- | ----- | ----- |
| 5327 | ↘3779 | ↘3363 | ↘3051 | ↗3962 |